# Tomas Galvez
Tomas Galvez (Londres, 28 de enero de 2005) es un futbolista británico, nacionalizado finlandés, que juega en la demarcación de lateral izquierdo para el S. C. Cambuur de la Eerste Divisie.

## Carrera
Es canterano del Watford F. C. y, tras cinco años con ellos, fichó por la cantera del Manchester City en 2021. Ha jugado con ellos en varias categorías inferiores. En julio de 2022 firmó su primer contrato profesional con el club por dos años. Con el primer equipo jugó un único amistoso en julio de 2024 frente al Chelsea F. C. poco antes de irse cedido al LASK para la temporada 2024-25, aunque esta la terminó en el S. C. Cambuur. Posteriormente ambos clubes acordaron extender la cesión para la campaña 2025-26.

## Selección nacional
Nacido en Inglaterra, es de ascendencia española por parte de padre y finlandesa por parte de madre. Optó por representar internacionalmente a la selección nacional de fútbol de Finlandia.
Tras jugar en varias categorías inferiores de la selección, finalmente hizo su debut con la selección de fútbol de Finlandia en un partido amistoso contra Suecia que finalizó con un resultado de 2-0 a favor del combinado sueco tras los goles de Christoffer Nyman y Joel Asoro.

## Clubes
| Club                   | País         | Año       | Partidos | Goles |
| ---------------------- | ------------ | --------- | -------- | ----- |
| Manchester City F. C.  | Inglaterra   | 2023-2024 |          |       |
| LASK (cedido)          | Austria      | 2024-2025 | 4        | 0     |
| S. C. Cambuur (cedido) | Países Bajos | 2025-     | 17       | 0     |